# شهرستان ویتلی (کنتاکی)
شهرستان ویتلی، کنتاکی (به انگلیسی: Whitley County, Kentucky) یک سکونتگاه مسکونی در ایالات متحده آمریکا است که در کنتاکی واقع شده‌است.